# 望江门
30°06′40″N 120°10′17″E / 30.1111973°N 120.171327°E望江门是杭州古城东南部的城门。

## 历史
始建于南宋绍兴二十八年（1158年），名叫新门。因它的东面有茅山河草桥，又名草桥门。宋末元初至元十三年（1276年），元兵攻占杭城，该门毁于战火。元末至正十九年重建城垣，拓展东城三里，在此改建永昌门。因在此城楼可远望钱塘潮，清康熙五年（1666年）改名望江门。
望江门外古时为钱塘江新涨沙地，受钱塘江潮水影响土地咸卤无法种植谷物，因而此地农民以种菜为业，然后挑到城里来卖，因此有“草桥（望江）门外菜担儿”之民谣。
望江门在元代起是“观赏钱塘八景”之一的“浙江秋涛”所在地，“秋涛路”因此得名。